# Donkere langlijf
De donkere langlijf (Sphaerophoria philanthus) is een vliegensoort uit de familie van de zweefvliegen (Syrphidae). De wetenschappelijke naam van de soort is voor het eerst geldig gepubliceerd in 1822 door Meigen.

## Kenmerken
Volwassen exemplaren hebben een lengte van 7 tot 8 mm. Het gele achterlijf bevat zwarte vlekken die met elkaar zijn verbonden.